# 新潟県道334号当間土市停車場線
新潟県道334号当間土市停車場線（にいがたけんどう334ごう あてまどいちていしゃじょうせん）は、新潟県十日町市に至る一般県道である。

## 概要
路線名の「当間」は、沿線に存在する山岳名（当間山）に由来する。

### 路線データ
- 起点：新潟県十日町市新宮字蟹沢甲（新潟県道76号十日町当間塩沢線交点）
- 終点：土市停車場（新潟県十日町市新宮甲）

## 地理

### 通過する自治体
- 新潟県
十日町市

### 交差する道路
- 新潟県道76号十日町当間塩沢線（起点：十日町市新宮字蟹沢甲）
- 新潟県道481号新宮二ツ屋線（十日町市新宮）
- 国道117号（伊達交差点 - 十日町市土市第三（土市交差点）で重複）
- 新潟県道285号姿土市停車場線（十日町市土市第三（土市交差点） - 十日町市新宮甲（「土市駅」前）で重複）
- （終点：十日町市新宮甲、「土市駅」前）

### 沿線
- JR飯山線 土市駅
- 十日町市立水沢中学校
- 十日町市立水沢小学校
- JA十日町 水沢支店
- 土市郵便局
- 当間（あてま）山（標高：1,028m）
- 信濃川